# Горяинов, Евгений Николаевич
Евгений Николаевич Горяинов (15 ноября 1907, деревня Заболотская, Курская губерния, Фатежский уезд — 1963, Львов)— советский военачальник, генерал-майор (23 июля 1945), участник Великой Отечественной войны.

## Биография
В 1917 году он окончил начальную школу в Петрограде, в 1930 году — Институт советского строительства и права, после был направлен на работу в ОГПУ.
В февраля 1937 года начал работу в военной контрразведке. Изначально занимал должность оперуполномоченного ОО НКВД 7-го мехкорпуса Ленинградского военного округа, а в октябре 1940 года был назначен на должность начальника 00 НКВД 1-го механизированный корпус в составе Ленинградского военного округа, Северного, Ленинградского и Северо- Западного фронтов. В сентября 1941 года занял должность начальника 00 НКВД 5-го воздушно-десантного корпуса, который входил в состав Северо-Западного и Западного фронтов.
В 1943 году занимал должность заместитель начальника УКР Смерш по Южному, 4-му Украинскому, в 1944 году — по 3-му Прибалтийскому, в 1945 году — по 3-му Белорусскому фронтам.
В октябре 1962 года ушёл в отставку по болезни.
Умер в 1963 году и похоронен в Санкт-Петербурге на Серафимовском кладбище.

## Награды[1]
- 4 Ордена Красного Знамени (01.04.1943; 12.10.1944; 24.11.1950)[2][3];
- Орден Отечественной войны I степени (30.09.1943)[4]
- Орден Отечественной войны II степени[5]
- 2 Орден Красной Звезды (07.04.1940; 1945);
- Знак Заслуженный работник МВД (19.12.1942);
- Медаль «За боевые заслуги»
- Медаль «За оборону Ленинграда»
- Медаль «За оборону Москвы»
- Медаль «За оборону Сталинграда»
- Медаль «За взятие Кёнигсберга»
- Медаль «За победу над Германией в Великой Отечественной войне 1941—1945 гг.»